# Northwestern Motorcycle Works
Northwestern Motorcycle Works war ein US-amerikanischer Hersteller von Automobilen.

## Unternehmensgeschichte
Das Unternehmen aus Chicago in Illinois stellte 1914 einige Automobile her. Der Markenname lautete Logan. Ob das Unternehmen auch Motorräder herstellte, und ob es bereits vor 1914 oder noch nach 1914 existierte, ist nicht bekannt.
Es gab keine Verbindung zur Logan Construction Company, die ein paar Jahre vorher den gleichen Markennamen verwendete.

## Fahrzeuge
Das einzige Pkw-Modell wird als Cyclecar bezeichnet. Allerdings erfüllte es die Kriterien nicht. Es hatte einen luftgekühlten V2-Motor von Spacke. 88,9 mm Bohrung und 93,218 mm Hub ergaben 1157 cm³ Hubraum. Der Motor war mit 9/13 PS angegeben und leistete 9 PS. Die Motorleistung wurde über ein Friktionsgetriebe und Riemen an die Hinterachse übertragen.
Das Fahrgestell hatte 259 cm Radstand und 102 cm Spurweite. Der Aufbau war ein offener Roadster mit Platz für zwei Personen nebeneinander. Das Fahrzeug wog etwa 227 kg. Der Neupreis betrug 375 US-Dollar.